# گرداو
گرداو (به انگلیسی: Gerdau) شرکت فولاد برزیلی است، که به‌عنوان بزرگترین تولیدکننده فولاد در قاره آمریکا محسوب می‌شود.
شرکت گرداو در سال ۱۹۰۱ توسط ژائو گرداو تأسیس شد و در حال حاضر دارای عملیات در کشورهای برزیل، آرژانتین، کانادا، شیلی، کلمبیا، جمهوری دومینیکن، گواتمالا، هند، مکزیک، پرو، اسپانیا، ایالات متحده آمریکا، اروگوئه و ونزوئلا می‌باشد.
شرکت گرداو هم‌اکنون با تولیدی معادل ۲۶ میلیون متریک تن فولاد در سال، در رتبه ۱۴ از بزرگترین شرکت‌های فولاد جهان، قرار دارد. این شرکت مالک ۳۳۷ کارخانه تولید فولاد (فولادسازی) در ۱۴ کشور جهان می‌باشد.
دفتر مرکزی شرکت گرداو در شهر پورتو الگره، برزیل قرار دارد و بخشی از سهام آن در بازارهای بورس نیویورک، بورس مادرید و بورس سائوپائولو معامله می‌شود.